# Kurgja
Kurgja est un village de la commune de Vändra du comté de Pärnu en Estonie.
Au 31 décembre 2011, le village compte 29 habitants.